# Eucalyptus miniata

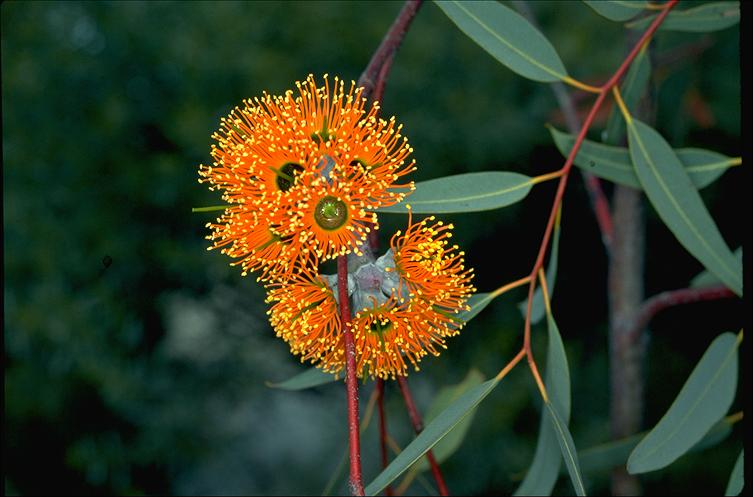
Blüten

Eucalyptus miniata ist eine Pflanzenart innerhalb der Familie der Myrtengewächse (Myrtaceae). Sie kommt im äußersten Norden Australiens vor und wird dort „Bogong Gum“, „Melaleuca Gum“, „Manowan“, „Woollybutt“, „Northern Woollybutt“ oder „Darwin Woollybutt“ genannt.

## Beschreibung

### Erscheinungsbild und Blatt
Eucalyptus miniata wächst als Baum, der Wuchshöhen von 6 bis über 25 Meter erreicht. Die Borke verbleibt am unteren Teil des Stammes oder am gesamten Baum, ist rotbraun bis grau-braun und fasrig oder kurzfasrig. An den oberen Teilen des Baumes ist sie grau, grau-braun oder rotbraun und schält sich in kurzen Bändern oder kleinen, vieleckigen Flicken. Sowohl im Mark der jungen Zweige als auch in der Borke gibt es Öldrüsen. Der Stammdurchmesser erreicht über 60 Zentimeter, selten bis 1 Meter.
Bei Eucalyptus miniata liegt Heterophyllie vor. Die Laubblätter sind stets in Blattstiel und -spreite gegliedert. Die Blattstiele an Sämlingen und jungen Exemplaren sind, ebenso wie die Blattadern, stark behaart. Die auf Ober- und Unterseite verschiedenfarbig grüne Blattspreite an Sämlingen ist bei einer Länge von 4,5 bis 7,5 cm und einer Breite von 1,8 bis 3,3 cm eiförmig. An jungen Exemplaren ist die auf Ober- und Unterseite verschiedenfarbig grüne Blattspreite bei einer Länge von 8 bis 12 cm und einer Breite von 3,5 bis 5 cm eiförmig. An mittelalten Exemplaren ist die matt grau-grüne Blattspreite bei einer Länge von 10 bis 16 cm und einer Breite von 4 bis 6 cm  eiförmig bis breit-lanzettlich, elliptisch, gerade und ganzrandig. Die Blattstiele an erwachsenen Exemplaren sind schmal abgeflacht oder kanalförmig. Die auf Ober- und Unterseite verschiedenfarbig matt grünen Blattspreiten an erwachsenen Exemplaren sind bei einer Länge von 9 bis 16 cm und einer Breite von 1 bis 3,5 cm schmal-lanzettlich bis breit-lanzettlich, relativ dünn, verjüngen sich zur Spreitenbasis hin und besitzen ein spitzes oder zugespitztes oberes Ende. Sie können sichelförmig gebogen sein. Die erhabenen Seitenadern gehen in einem stumpfen Winkel von der Mittelader ab. Die Keimblätter (Kotyledone) sind nierenförmig.

### Blütenstand und Blüte
Seitenständig an einem bei einer Länge von 1,2 bis 3,5 cm und einer Breite von bis zu 3 mm im Querschnitt stielrunden, schmal abgeflachten oder kantigen Blütenstandsschaft stehen in einem einfachen Blütenstand etwa sieben Blüten zusammen. Soweit vorhanden, sind die Blütenstiele sehr kurz. Die Blütenknospen sind bei einer Länge von 11 bis 23 mm und einem Durchmesser von 7 bis 11 mm ei- oder keulenförmig und blaugrün bemehlt oder bereift. Die Kelchblätter sind auf Zähne auf der Calyptra reduziert. Die streifige oder gerippte Calyptra ist halbkugelig oder konisch, so lang und so breit wie der streifige oder gerippte Blütenbecher (Hypanthium). Die Blüten sind rot oder orange-rot. Die Blütezeit reicht von Mai bis Juli, in Western Australia von Mai bis September.

### Frucht und Samen
Die sitzende oder sehr kurz gestielte Frucht ist bei einer Länge von 3 bis 6,5 cm und einem Durchmesser von 1,7 bis 5 cm eiförmig, leicht bis stark gerippt und dreifächrig. Der Diskus ist eingedrückt, die Fruchtfächer sind eingeschlossen.
Der grau-schwarze Samen ist pyramiden- oder kubusförmig. Das Hilum ist mittig.

## Vorkommen
Das natürliche Verbreitungsgebiet von Eucalyptus miniata ist der äußerste Norden von Australien, in Queensland, dem Northern Territory und Western Australia nördlich des 18. südlichen Breitengrades. In Western Australia kommt Eucalyptus miniata in den selbständigen Verwaltungsbezirken Broome, Derby-West Kimberley, Halls Creek und Wyndham-East Kimberley in der Region Kimberley vor.
Eucalyptus miniata wächst auf Sandböden über Sandstein oder Quarzit. Eucalyptus miniata findet man in Ebenen oder auf felsigen Hügeln.

## Taxonomie
Die Erstbeschreibung von Eucalyptus miniata erfolgte 1843 durch Johannes Konrad Schauer in Repertorium Botanices Systematicae, Volume 2, 5, S. 925. Das Typusmaterial weist die Beschriftung „In Novae Hollandiae ora septentrionali-occidentali, in clivis confragonis ad sinum York-Sound (A. Cunn. Hb. No. 241/1820)“ auf. Das Artepitheton miniata ist vom lateinischen Wort „miniatus“ für saturnrot abgeleitet. Dies ist nicht ganz nachzuvollziehen, da die Blütenfarbe orange-rot ist. Ein Synonym für Eucalyptus miniata A.Cunn. ex Schauer ist Eucalyptus aurantiaca F.Muell.

## Nutzung
Das Kernholz von Eucalyptus miniata ist rot bis rotbraun, oft mit purpurfarbenem Stich, sehr hart und besitzt eine feine Struktur. Es besitzt ein spezifisches Gewicht von 1035 bis 1100 kg/m³.
Das Holz von Eucalyptus miniata wird oft für als Bauholz für kleinere Konstruktionen oder für provisorische Zäune eingesetzt.